# عهد کاملاً جدید
عهد کاملاً جدید (فرانسوی: Le Tout Nouveau Testament‎) یک فیلم کمدی سیاه فانتزی به کارگردانی ژاکو وان دورمال محصول مشترک سال ۲۰۱۵ سینماهای فرانسه، بلژیک و لوکزامبورگ است.
فیلم نامزد شش جایزه از ششمین دورهٔ جایزه ماگریت شد که موفق شد چهار جایزه از جمله جوایز بهترین فیلم و بهترین کارگردانی را برای وان دورمال به ارمغان بیاورد.
عهد کاملاً جدید (که انجیل کاملا جدید هم ترجمه می‌شود) روایتی فانتزی از خداوند دارد که در آپارتمانی در بروکسل به همراه دختربچه و همسرش زندگی می‌کند. شخصیت اصلی و راوی فیلم دختربچه است که رفتار پدرش در خانه و هم چنین بی رحمیش با انسان ها را نمی‌تواند بپذیرد. پس تصیمیم به حضور در میان مردم و نگارش انجیل جدید می‌گیرد.

## بازیگران
- بنوآ پولورد
- کاترین دنو
- فرانسیس دامینز
- یولاند مورو
- یوهان لیسن
- پاسکال دوکن
- ژاکو وان دورمال